# Чужая вотчина
«Чужая вотчина» (бел. Чужая бацькаўшчына) — драма 1982 года о довоенной жизни и судьбе селян. Фильм снят по мотивам романов писателя Вячеслава Адамчика «Чужая бацькаўшчына» и «Год нулявы».
Полнометражный режиссёрский дебют Валерия Рыбарева.

## Описание сюжета
Картина рассказывает о жизни сельских жителей 1938 года. Молодая крестьянка ждёт ребёнка и ради счастья с любимым человеком хочет любой ценой получить себе дом и приусадебное хозяйство.

## В ролях
- Владимир Гостюхин — Литовар
- Виктор Гоголев — старый Корсак
- Стефания Станюта — Мондрыха
- Олег Фёдоров — начальник полиции
- Антонина Бендова
- Ольга Белявская
- Стасис Петронайтис
- Наталья Бражникова
- Андрей Дружкин
- Владимир Поляков

## Съёмочная группа
- Режиссёр-постановщик — Валерий Рыбарев
- Автор сценария — Александр Лапшин
по роману Вячеслава Адамчика Чужая батьковщина
- Оператор-постановщик — Феликс Кучар
- Художник-постановщик — Евгений Игнатьев
Александр Верещагин
- Звукорежиссёр — Сергей Чупров
- Композитор — Пётр Альхимович

## Дополнительная информация
Прокат (1983 год, 152 копии) — 0,8 млн зрителей.

## Награды и призы
- 1983 — XVI Всесоюзный кинофестиваль (Ленинград) по разделу художественных фильмов:[1]
  - Приз «Надежда» «за лучший режиссёрский дебют» — режиссёру Валерию Рыбареву;
  - приз Евгению Игнатьеву и Александру Верещагину за «лучшее художественное оформление»[2].

## Интересные факты
У фильма должно было быть продолжение. Валерий Рыбарев на своей студии «АРД фильм» в начале 90-х годов начал снимать фильм «Голос крови брата твоего» (бел. Голас крыві брата твайго), по одноимённому роману Вячеслава Адамчика. Киностудия «Беларусьфильм» не выполнила свои обязательства и сорвала съёмки. Фильм должен был быть о двух типах белорусов, проявившихся в годы Второй мировой войны — о шкурниках, для которых своя рубашка ближе к телу, и о тех совестливых, национально ориентированных молодых соотечественниках, которые испытали иллюзии и за это заплатили жизнями.